# Prêmio Guarani de Melhor Atriz
O Prêmio Guarani de Melhor Atriz é um dos prêmios oferecidos pelo Prêmio Guarani do Cinema Brasileiro, concedido pela Academia Guarani de Cinema e entregue em honra às atrizes que se destacam no papel principal de obras cinematográficas de determinado ano. Esta categoria está presente no Guarani desde a primeira cerimônia, ocasião em que Marieta Severo venceu por sua interpretação Carlota Joaquina, Princesa do Brazil. A comissão de indicação é composta por mais de quarenta profissionais da crítica cinematográfica, que convidam mais críticos para a fase de seleção dos ganhadores.
Glória Pires, Karine Teles e Regina Casé são as atrizes que mais conquistaram o prêmio, com duas vitórias cada. As demais ganhadoras conquistaram apenas uma vitória, até então. Fernanda Carvalho e Giulia Benite detêm o título de indicadas mais jovens, com catorze anos ambas por seus papéis em Anjos do Sol (2007) e Turma da Mônica: Lições (2021), respectivamente. Ana Maria Mainieri, por sua vez, detém o de vencedora mais jovem, quando venceu com vinte e cinco anos por Houve Uma Vez Dois Verões. Por outro lado, Fernanda Montenegro foi a indicada mais velha, pelo filme Casa de Areia (2006), aos setenta e sete anos; a vencedora mais velha também é Fernanda, com setenta anos, por Central do Brasil (1999). Amy Irving, por Bossa Nova, em 2001, e Isabél Zuaa, por As Boas Maneiras, em 2018, e Um Animal Amarelo, em 2022, são as únicas atrizes estrangeiras a serem indicadas ao prêmio, sendo Isabél Zuaa a única vencedora.

## Indicados e vencedores
O ano indicado refere-se ao ano em que ocorreu a cerimônia de premiação, na maioria das vezes relativo ao catálogo de filmes produzidos no ano anterior. As vencedoras aparecem no topo da lista e destacados em negrito, de acordo com o site Papo de Cinema:

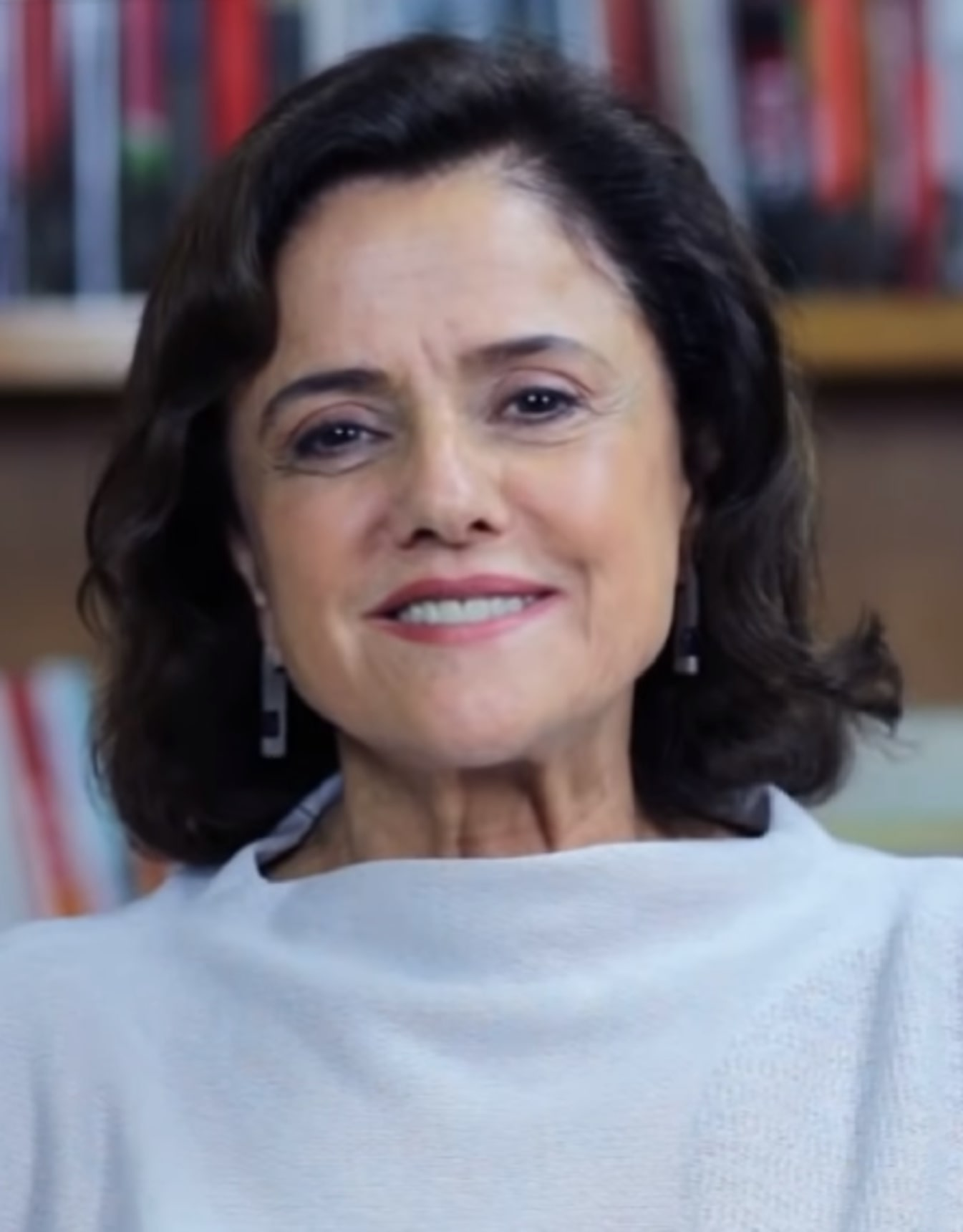
Marieta Severo foi a primeira vencedora, pela atuação em Carlota Joaquina, Princesa do Brazil em 1996.

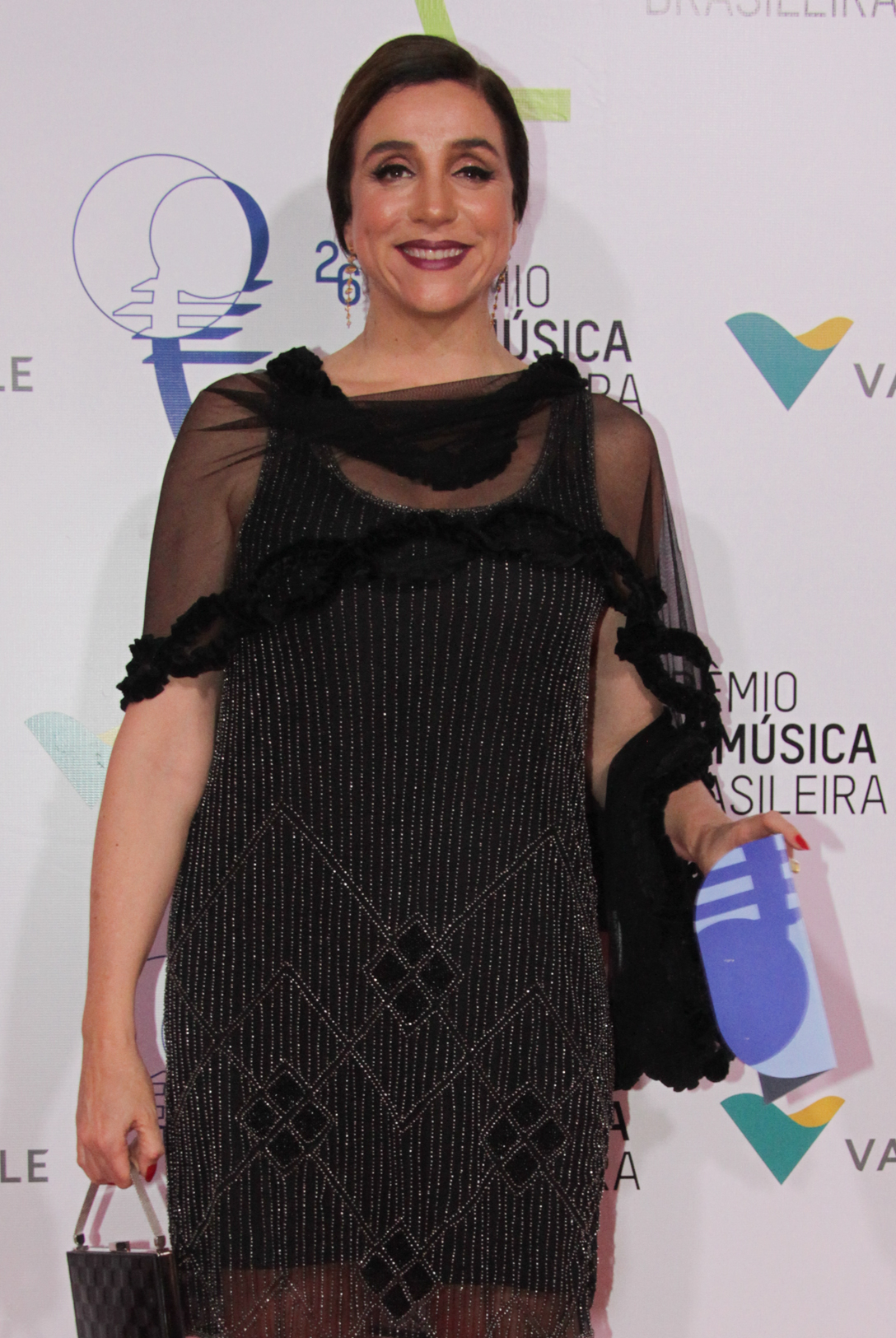
Marisa Orth venceu pela sua interpratação em Doces Poderes. (1997)

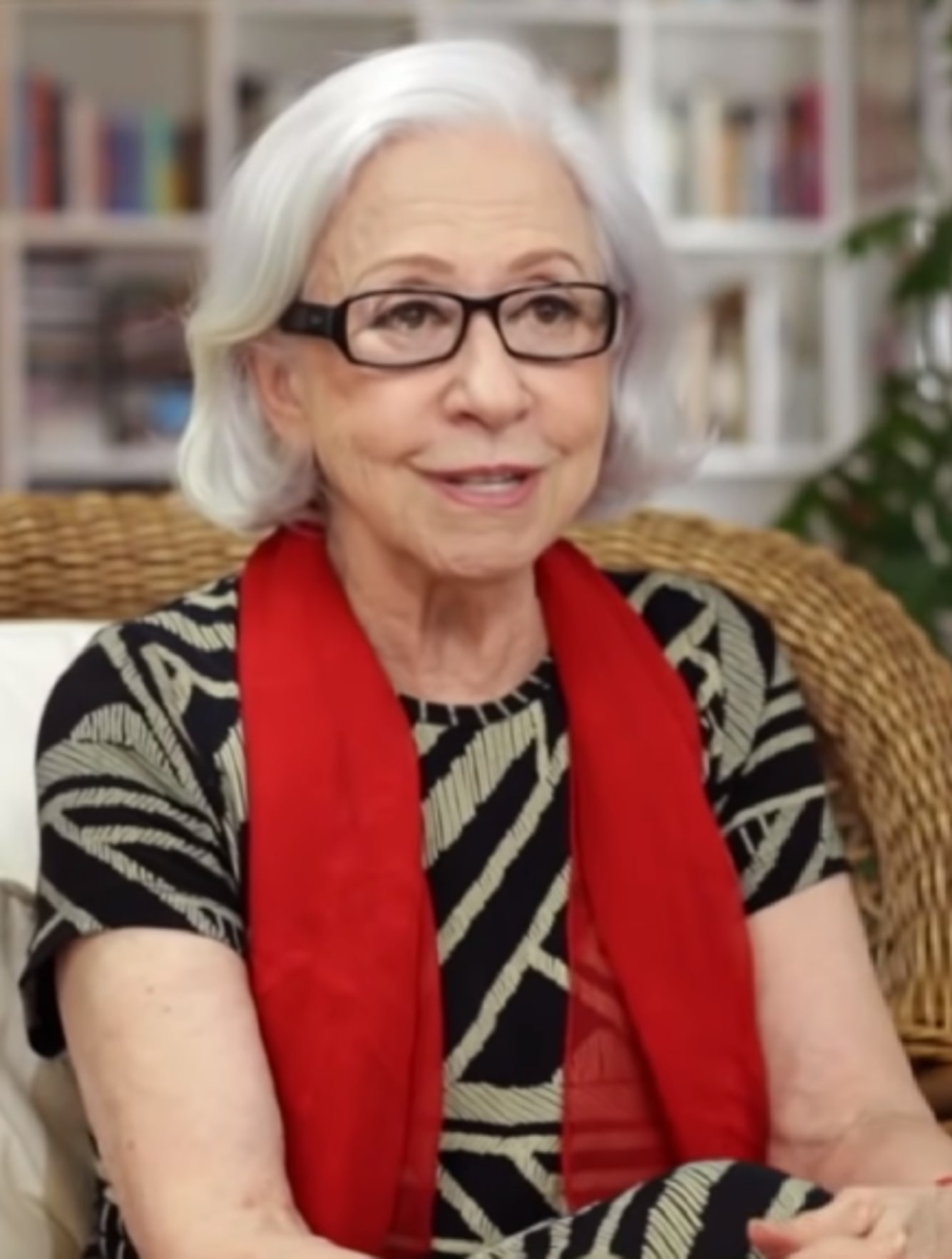
Fernanda Montenegro venceu pelo desempenho em Central do Brasil (1999).

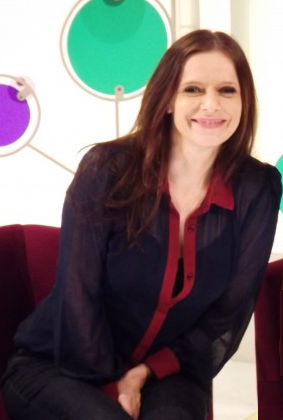
Maria Luísa Mendonça conquistou o prêmio por Coração Iluminado (2000).

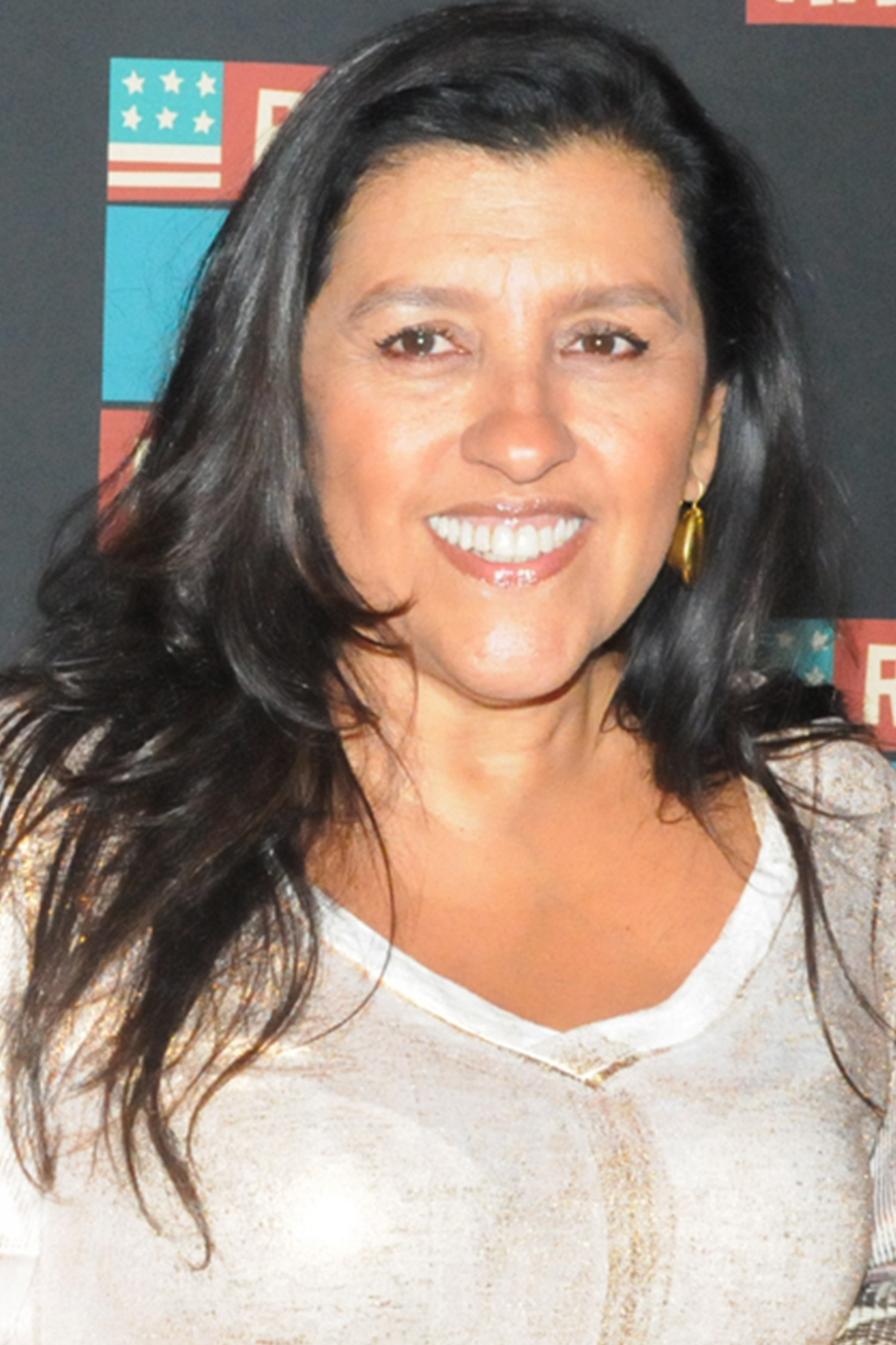
Regina Casé conquistou duas vitórias: Eu, Tu, Eles (2001) e Que Horas Ela Volta? (2016).

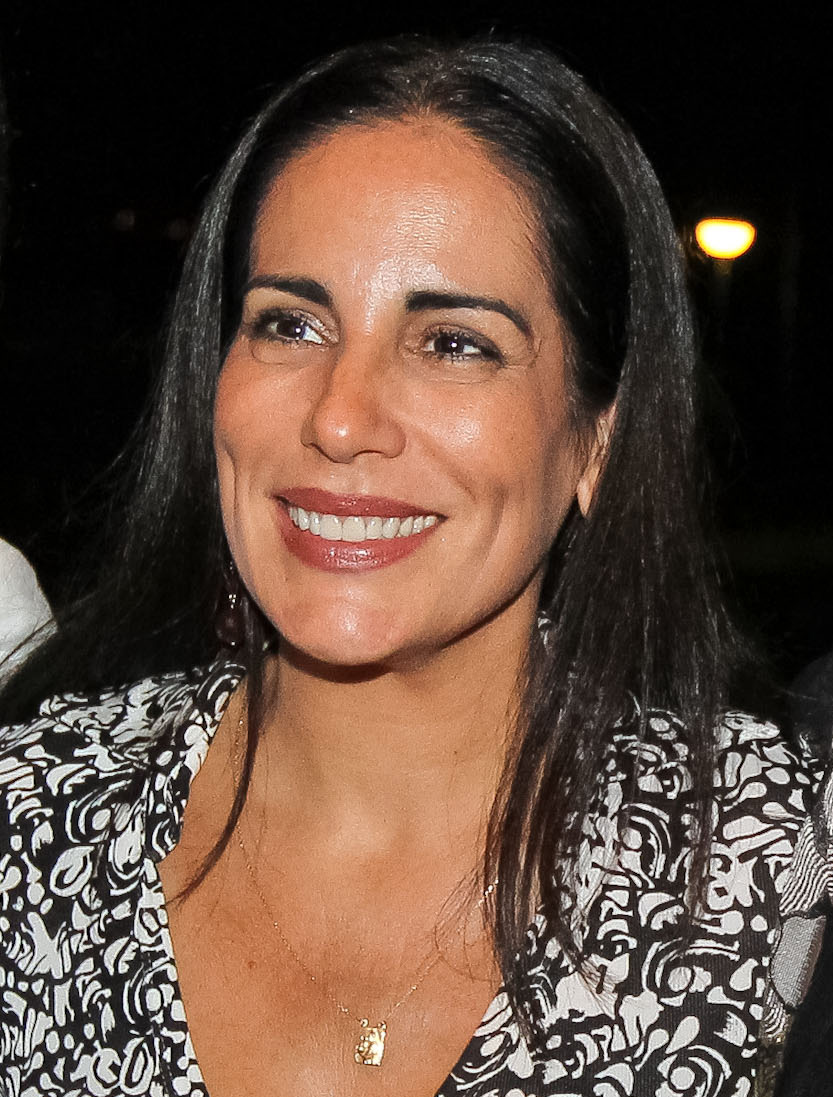
Glória Pires venceu duas de suas seis indicações, por A Partilha (2002) e É Proibido Fumar (2010).

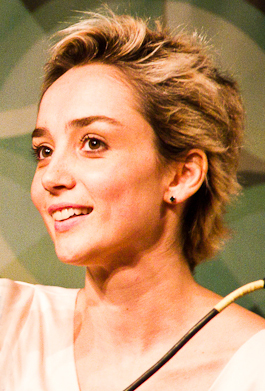
Simone Spoladore venceu por Desmundo (2004).

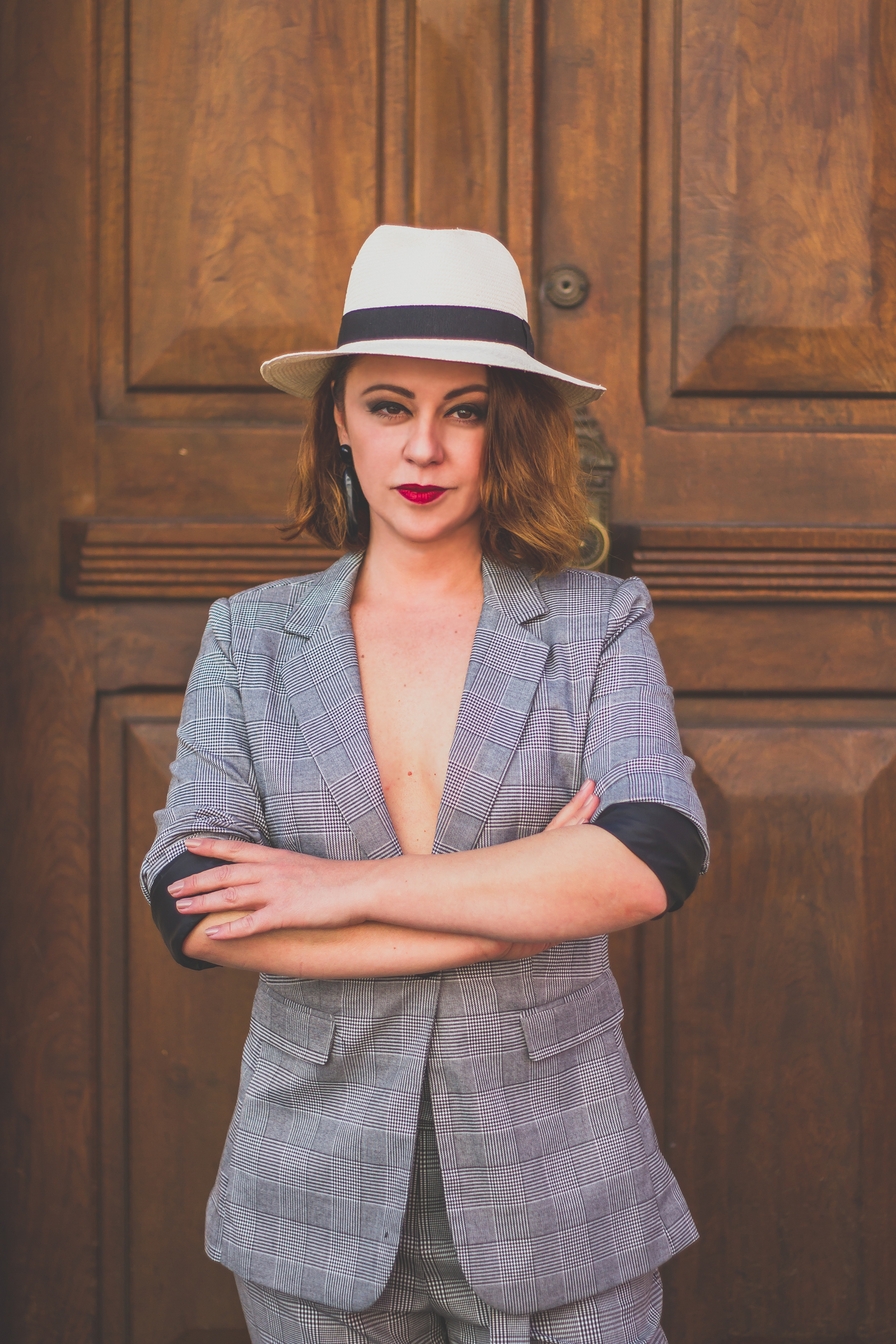
Guta Stresser conquistou o prêmio por Nina (2005).

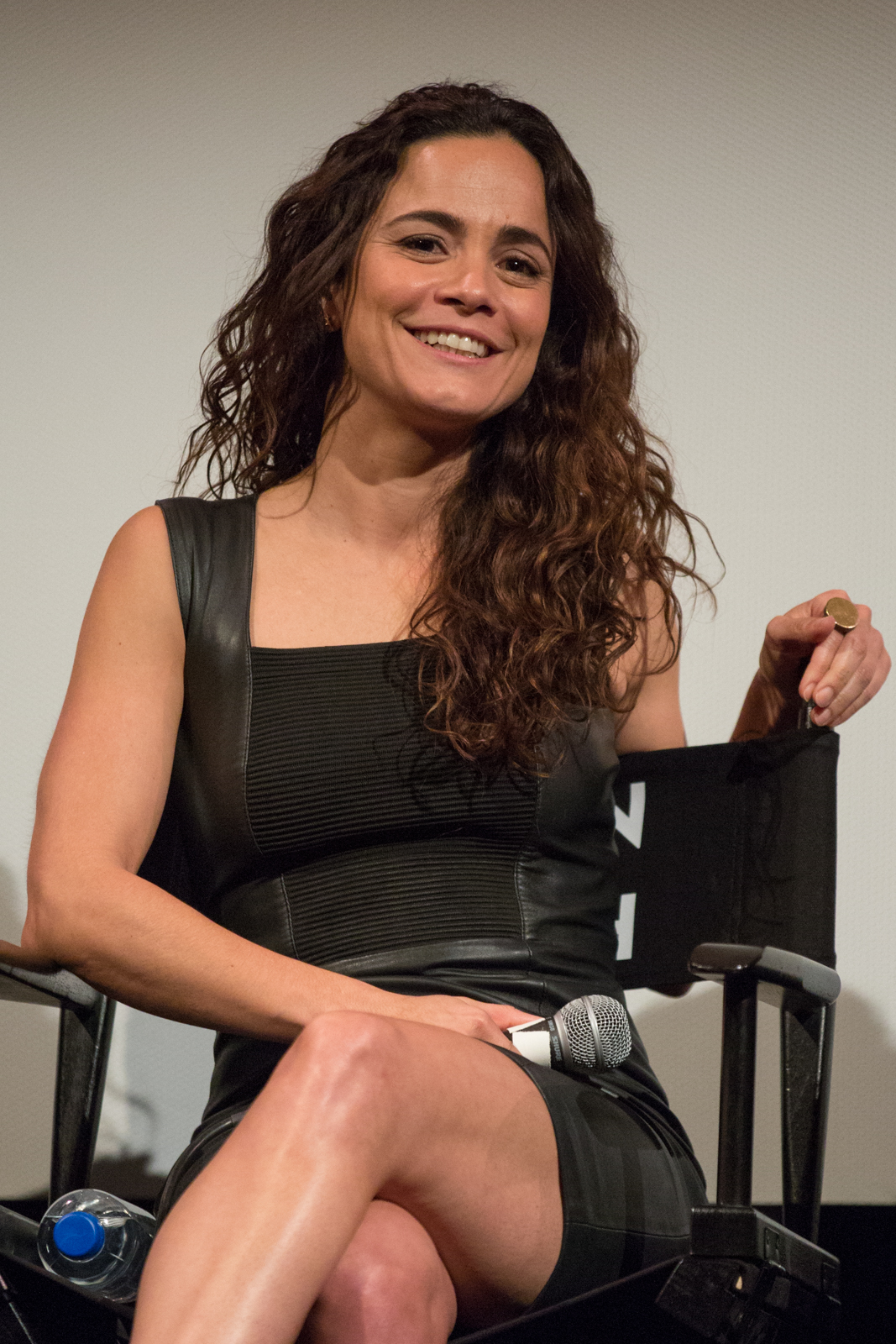
Alice Braga venceu a categoria pelo filme Cidade Baixa (2007).

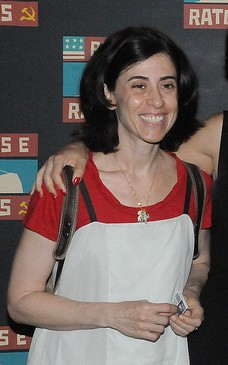
Fernanda Torres venceu a categoria pelo filme Saneamento Básico, o Filme (2008).

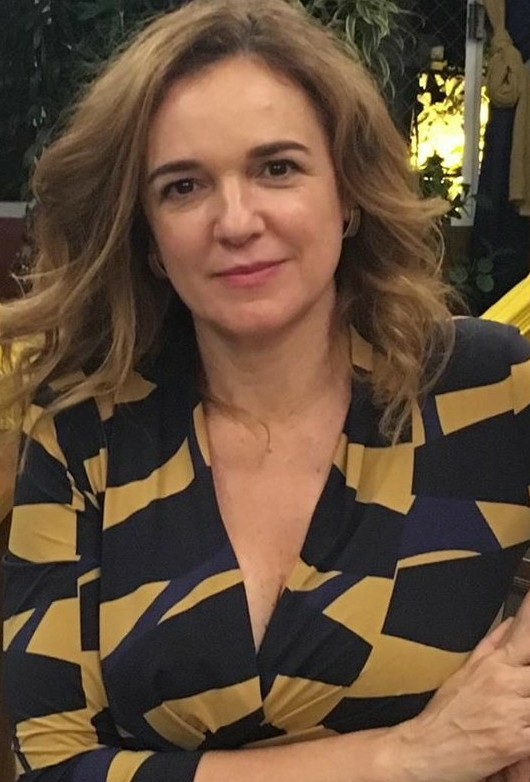
Sandra Corveloni venceu pelo desempenho em Linha de Passe (2009).

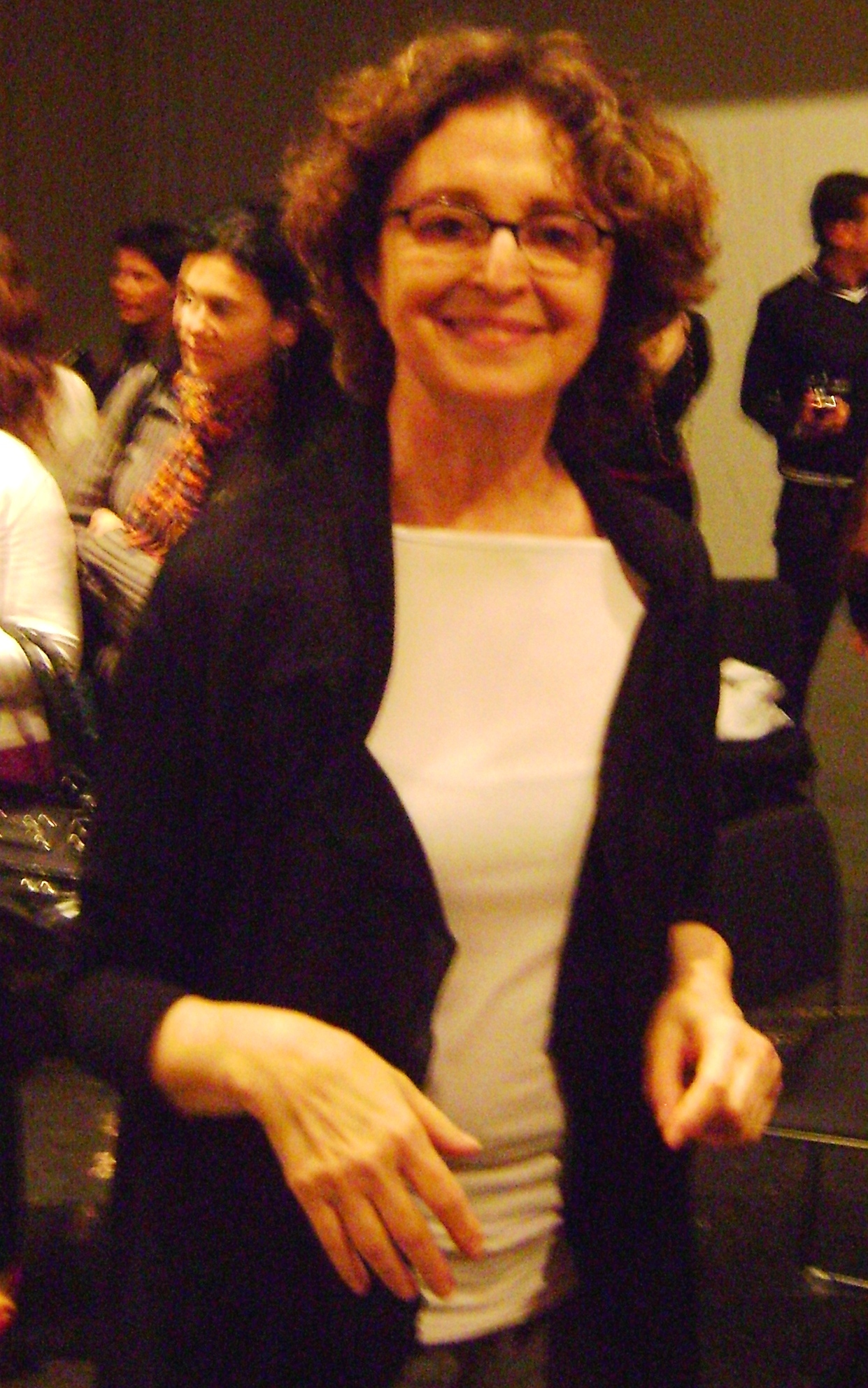
Ana Lúcia Torre ganhou por Reflexões de um Liquidificador (2011).

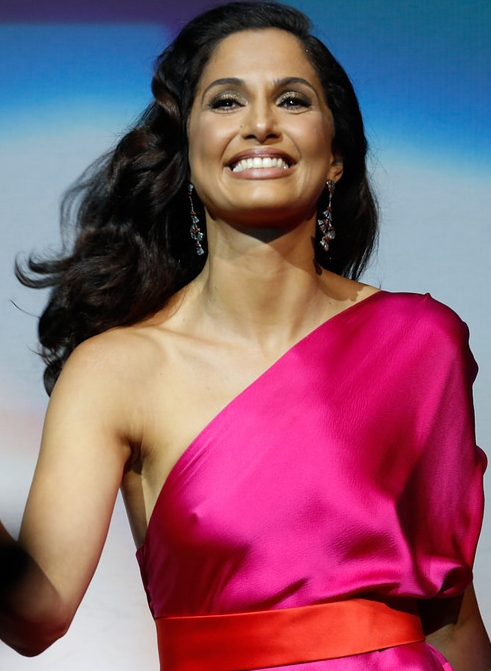
Camila Pitanga tornou-se a primeira mulher negra a vencer na categoria, por Eu Receberia as Piores Notícias dos seus Lindos Lábios (2012).

| Ano                  | Atriz                                  | Papel                                                  | Filme  | Ref. |
| -------------------- | -------------------------------------- | ------------------------------------------------------ | ------ | ---- |
| 1996                 |                                        |                                                        |        |      |
| Marieta Severo       | Carlota Joaquina de Bourbon            | Carlota Joaquina - Princesa do Brazil                  | [ 1 ]  |      |
| Fernanda Torres      | Alex                                   | Terra Estrangeira                                      | [ 1 ]  |      |
| Glória Pires         | Pierina                                | O Quatrilho                                            | [ 1 ]  |      |
| 1997                 |                                        |                                                        | [ 1 ]  |      |
| Marisa Orth          | Bia Campos Jordão                      | Doces Poderes                                          | [ 1 ]  |      |
| Dira Paes            | Sérgia Ribeiro da Silva (Dadá)         | Corisco e Dadá                                         | [ 1 ]  |      |
| Luciana Rigueira     | Cida Venâncio da Silva                 | Quem Matou Pixote?                                     | [ 1 ]  |      |
| Sônia Braga          | Antonieta Esteves Cantarelli (Tieta)   | Tieta do Agreste                                       | [ 1 ]  |      |
| 1998                 |                                        |                                                        | [ 1 ]  |      |
| Araci Esteves        | Anahy                                  | Anahy de las Misiones                                  | [ 10 ] |      |
| Andréa Beltrão       | Luiza Melo                             | Pequeno Dicionário Amoroso                             | [ 10 ] |      |
| Cláudia Abreu        | Luíza                                  | Guerra de Canudos                                      | [ 10 ] |      |
| Fernanda Torres      | Maria                                  | O Que É Isso, Companheiro?                             | [ 10 ] |      |
| 1999                 |                                        |                                                        | [ 10 ] |      |
| Fernanda Montenegro  | Isadora "Dora" Teixeira                | Central do Brasil                                      | [ 8 ]  |      |
| Leandra Leal         | Marcela                                | A Ostra e o Vento                                      | [ 8 ]  |      |
| Leona Cavalli        | Dalva                                  | Um Céu de Estrelas                                     | [ 8 ]  |      |
| Patrícia Pillar      | Ludovina                               | Amor & Cia                                             | [ 8 ]  |      |
| 2000                 |                                        |                                                        |        |      |
| Maria Luísa Mendonça | Ana                                    | Coração Iluminado                                      | [ 11 ] |      |
| Denise Fraga         | Helena                                 | Por Trás do Pano                                       | [ 11 ] |      |
| Fernanda Torres      | Maria                                  | O Primeiro Dia                                         | [ 11 ] |      |
| Júlia Lemmertz       | A Jornalista                           | Um Copo de Cólera                                      | [ 11 ] |      |
| 2001                 |                                        |                                                        | [ 11 ] |      |
| Regina Casé          | Darlene Lima Linhares                  | Eu, Tu, Eles                                           | [ 9 ]  |      |
| Amy Irving           | Mary Ann Simpson                       | Bossa Nova                                             | [ 9 ]  |      |
| Fernanda Torres      | Iara / Marilena                        | Gêmeas                                                 | [ 9 ]  |      |
| Laura Cardoso        | Selma                                  | Através da Janela                                      | [ 9 ]  |      |
| Maitê Proença        | Márcia                                 | Tolerância                                             | [ 9 ]  |      |
| 2002                 |                                        |                                                        | [ 9 ]  |      |
| Glória Pires         | Selma da Costa                         | A Partilha                                             | [ 12 ] |      |
| Camila Pitanga       | Paraguaçu                              | Caramuru: A Invenção do Brasil                         | [ 12 ] |      |
| Carolina Ferraz      | Júlia                                  | Amores Possíveis                                       | [ 12 ] |      |
| Dira Paes            | Luzia                                  | O Casamento de Louise                                  | [ 12 ] |      |
| Graziella Moretto    | Roxane                                 | Domésticas                                             | [ 12 ] |      |
| 2003                 |                                        |                                                        | [ 12 ] |      |
| Ana Maria Mainieri   | Roza                                   | Houve Uma Vez Dois Verões                              | [ 6 ]  |      |
| Carolina Kasting     | Ester                                  | Sonhos Tropicais                                       | [ 6 ]  |      |
| Débora Duboc         | Lena                                   | Latitude Zero                                          | [ 6 ]  |      |
| Giovanna Antonelli   | Laura Bragança                         | Avassaladoras                                          | [ 6 ]  |      |
| Sabrina Greve        | Biela                                  | Uma Vida em Segredo                                    | [ 6 ]  |      |
| 2004                 |                                        |                                                        | [ 6 ]  |      |
| Simone Spoladore     | Oribela                                | Desmundo                                               | [ 13 ] |      |
| Cláudia Abreu        | Rose                                   | O Caminho das Nuvens                                   | [ 13 ] |      |
| Débora Falabella     | Paco                                   | 2 Perdidos Numa Noite Suja                             | [ 13 ] |      |
| Etty Fraser          | Carmita                                | Durval Discos                                          | [ 13 ] |      |
| Leandra Leal         | Sílvia                                 | O Homem que Copiava                                    | [ 13 ] |      |
| 2005                 |                                        |                                                        | [ 13 ] |      |
| Guta Stresser        | Nina                                   | Nina                                                   | [ 14 ] |      |
| Camila Morgado       | Olga Benário Prestes                   | Olga                                                   | [ 14 ] |      |
| Fernanda Montenegro  | Regina Bragança                        | O Outro Lado da Rua                                    | [ 14 ] |      |
| Marieta Severo       | Carolina                               | A Dona da História                                     | [ 14 ] |      |
| Sílvia Lourenço      | Soninha                                | Contra Todos                                           | [ 14 ] |      |
| 2006                 |                                        |                                                        | [ 14 ] |      |
| Alice Braga          | Karinna                                | Cidade Baixa                                           | [ 7 ]  |      |
| Fernanda Montenegro  | Áurea/Maria                            | Casa de Areia                                          | [ 7 ]  |      |
| Fernanda Torres      | Áurea/Maria                            | Casa de Areia                                          | [ 7 ]  |      |
| Ludmila Dayer        | Helena Morley                          | Vida de Menina                                         | [ 7 ]  |      |
| Zezeh Barbosa        | Maria Silva da Conceição               | Bendito Fruto                                          | [ 7 ]  |      |
| 2007                 |                                        |                                                        | [ 7 ]  |      |
| Hermila Guedes       | Hermila/Suely                          | O Céu de Suely                                         | [ 5 ]  |      |
| Fernanda Carvalho    | Maria                                  | Anjos do Sol                                           | [ 5 ]  |      |
| Irene Ravache        | Dóris                                  | Depois Daquele Baile                                   | [ 5 ]  |      |
| Mariana Ximenes      | Karina                                 | A Máquina                                              | [ 5 ]  |      |
| Patrícia Pillar      | Zuleika de Souza Netto "Zuzu Angel"    | Zuzu Angel                                             | [ 5 ]  |      |
| 2008                 |                                        |                                                        |        |      |
| Fernanda Torres      | Marina Marghera de Figueiredo          | Saneamento Básico: O Filme                             | [ 15 ] |      |
| Débora Falabella     | Luísa                                  | Primo Basílio                                          | [ 15 ] |      |
| Maria Flor           | Letícia                                | Proibido Proibir                                       | [ 15 ] |      |
| Mariah Teixeira      | Auxiliadora                            | Baixio das Bestas                                      | [ 15 ] |      |
| Tainá Müller         | Marcela                                | Cão Sem Dono                                           | [ 15 ] |      |
| 2009                 |                                        |                                                        | [ 15 ] |      |
| Sandra Corveloni     | Cleusa                                 | Linha de Passe                                         | [ 16 ] |      |
| Alessandra Negrini   | Cleópatra                              | Cleópatra                                              | [ 16 ] |      |
| Carla Ribas          | Alice                                  | A Casa de Alice                                        | [ 16 ] |      |
| Leandra Leal         | Camila                                 | Nome Próprio                                           | [ 16 ] |      |
| Marília Pêra         | Magda / Magali                         | Polaróides Urbanas                                     | [ 16 ] |      |
| 2010                 |                                        |                                                        | [ 16 ] |      |
| Glória Pires         | Baby                                   | É Proibido Fumar                                       | [ 17 ] |      |
| Andréa Beltrão       | Verônica                               | Verônica                                               | [ 17 ] |      |
| Débora Bloch         | Clarice                                | À Deriva                                               | [ 17 ] |      |
| Lília Cabral         | Mercedes Cunha Ribeiro                 | Divã                                                   | [ 17 ] |      |
| Silvia Lourenço      | Marina                                 | Quanto Dura o Amor?                                    | [ 17 ] |      |
| 2011                 |                                        |                                                        | [ 17 ] |      |
| Ana Lúcia Torre      | Elvira                                 | Reflexões de um Liquidificador                         | [ 18 ] |      |
| Alice Braga          | Elaine                                 | Cabeça a Prêmio                                        | [ 18 ] |      |
| Ana Paula Arósio     | Júlia                                  | Como Esquecer                                          | [ 18 ] |      |
| Glória Pires         | Eurídice Ferreira de Melo (Dona Lindu) | Lula: O Filho do Brasil                                | [ 18 ] |      |
| Nanda Costa          | Jéssica/Melissa                        | Sonhos Roubados                                        | [ 18 ] |      |
| 2012                 |                                        |                                                        | [ 18 ] |      |
| Karine Teles         | Bianca Ventura                         | Riscado                                                | [ 19 ] |      |
| Deborah Secco        | Raquel Pacheco "Bruna Surfistinha"     | Bruna Surfistinha                                      | [ 19 ] |      |
| Leandra Leal         | Carmem                                 | Estamos Juntos                                         | [ 19 ] |      |
| Malu Galli           | Anna                                   | 180 Graus                                              | [ 19 ] |      |
| Simone Spoladore     | Elvis                                  | Elvis e Madona                                         | [ 19 ] |      |
| 2013                 |                                        |                                                        | [ 19 ] |      |
| Camila Pitanga       | Lavínia                                | Eu Receberia as Piores Notícias dos seus Lindos Lábios | [ 20 ] |      |
| Alessandra Negrini   | Júlia                                  | 2 Coelhos                                              | [ 20 ] |      |
| Juliana Carvalho     | Maria de Fátima                        | Mãe e Filha                                            | [ 20 ] |      |
| Nanda Costa          | Eneida                                 | Febre do Rato                                          | [ 20 ] |      |
| Nathalia Dill        | Érika                                  | Paraísos Artificiais                                   | [ 20 ] |      |
| 2014                 |                                        |                                                        | [ 20 ] |      |
| Alessandra Negrini   | Violeta Pasquim                        | O Abismo Prateado                                      | [ 21 ] |      |
| Denise Fraga         | Vera                                   | Hoje                                                   | [ 21 ] |      |
| Gloria Pires         | Lota de Macedo Soares                  | Flores Raras                                           | [ 21 ] |      |
| Hermila Guedes       | Verônica                               | Era Uma Vez Eu, Verônica                               | [ 21 ] |      |
| Isis Valverde        | Maria Lúcia                            | Faroeste Caboclo                                       | [ 21 ] |      |
| 2015                 |                                        |                                                        | [ 21 ] |      |
| Leandra Leal         | Rosa                                   | O Lobo atrás da Porta                                  | [ 22 ] |      |
| Deborah Secco        | Judite                                 | Boa Sorte                                              | [ 22 ] |      |
| Mônica Martelli      | Fernanda Garcia                        | Os Homens São de Marte... e É pra lá que Eu Vou        | [ 22 ] |      |
| Regina Duarte        | Glória Polk                            | Gata Velha Ainda Mia                                   | [ 22 ] |      |
| Rita Batata          | Helena                                 | De Menor                                               | [ 22 ] |      |
| 2016                 |                                        |                                                        | [ 22 ] |      |
| Regina Casé          | Valdirene Ferreira (Val)               | Que Horas Ela Volta?                                   | [ 23 ] |      |
| Adriana Esteves      | Anita                                  | Real Beleza                                            | [ 23 ] |      |
| Andréa Beltrão       | Intelectual (jovem)                    | Em Três Atos                                           | [ 23 ] |      |
| Clara Gallo          | Estela                                 | Califórnia                                             | [ 23 ] |      |
| Maeve Jinkings       | Jaqueline Carvalho                     | Amor, Plástico e Barulho                               | [ 23 ] |      |
| 2017                 |                                        |                                                        | [ 23 ] |      |
| Sônia Braga          | Clara Bragança                         | Aquarius                                               | [ 25 ] |      |
| Andreia Horta        | Elis Regina                            | Elis                                                   | [ 25 ] |      |
| Carla Ribas          | Regina                                 | Campo Grande                                           | [ 25 ] |      |
| Gloria Pires         | Nise da Silveira                       | Nise: O Coração da Loucura                             | [ 25 ] |      |
| Luciana Paes         | Jaqueline                              | Sinfonia da Necrópole                                  | [ 25 ] |      |
| 2018                 |                                        |                                                        | [ 25 ] |      |
| Maria Ribeiro        | Rosa Fabri Vasconcellos                | Como Nossos Pais                                       | [ 26 ] |      |
| Karine Teles         | Ângela                                 | Fala Comigo                                            | [ 26 ] |      |
| Leandra Leal         | Lúcia                                  | Bingo: O Rei da Manhãs                                 | [ 26 ] |      |
| Leandra Leal         | Karine                                 | Éden                                                   | [ 26 ] |      |
| Marjorie Estiano     | Emília dos Santos Duarte Coelho        | Entre Irmãs                                            | [ 26 ] |      |
| 2019                 |                                        |                                                        | [ 26 ] |      |
| Karine Teles         | Irene                                  | Benzinho                                               | [ 3 ]  |      |
| Grace Passô          | Glória                                 | Praça Paris                                            | [ 3 ]  |      |
| Isabél Zuaa          | Clara                                  | As Boas Maneiras                                       | [ 3 ]  |      |
| Luciana Paes         | Sara                                   | O Animal Cordial                                       | [ 3 ]  |      |
| Magali Biff          | Rosália                                | Pela Janela                                            | [ 3 ]  |      |
| 2020                 |                                        |                                                        | [ 3 ]  |      |
| Grace Passô          | Juliana                                | Temporada                                              | [ 29 ] |      |
| Andréa Beltrão       | Hebe Camargo                           | Hebe: A Estrela do Brasil                              | [ 29 ] |      |
| Bárbara Colen        | Tereza                                 | Bacurau                                                | [ 29 ] |      |
| Dira Paes            | Joana                                  | Divino Amor                                            | [ 29 ] |      |
| Kelly Crifer         | Ana                                    | No Coração do Mundo                                    | [ 29 ] |      |
| 2021                 |                                        |                                                        |        |      |
| Marcélia Cartaxo     | Pacarrete                              | Pacarrete                                              | [ 31 ] |      |
| Andréa Beltrão       | Frederica                              | Verlust                                                | [ 31 ] |      |
| Djin Sganzerla       | Hannah Visser / Ana Bittencourt        | Mulher Oceano                                          | [ 31 ] |      |
| Mawusi Tulani        | Iná Nascimento                         | Todos os Mortos                                        | [ 31 ] |      |
| Regina Casé          | Madalena "Madá" dos Santos Marins      | Três Verões                                            | [ 31 ] |      |
| 2022                 |                                        |                                                        |        |      |
| Isabél Zuaa          | Catarina                               | Um Animal Amarelo                                      | [ 32 ] |      |
| Débora Falabella     | Daniela "Dani"                         | Depois a Louca Sou Eu                                  | [ 32 ] |      |
| Dira Paes            | Rita                                   | Veneza                                                 | [ 32 ] |      |
| Giulia Benite        | Mônica                                 | Turma da Mônica: Lições                                | [ 32 ] |      |
| Thalita Carauta      | Adriana "Dri" Santos                   | 4x100: Correndo por um Sonho                           | [ 32 ] |      |

## Múltiplas vitórias e indicações
| Vitórias | Atrizes      |
| -------- | ------------ |
| 2        | Glória Pires |
| 2        | Karine Teles |
| 2        | Regina Casé  |

| Indicações | Atrizes             |
| ---------- | ------------------- |
| 7          | Leandra Leal        |
| 6          | Fernanda Torres     |
| 6          | Glória Pires        |
| 5          | Andréa Beltrão      |
| 4          | Dira Paes           |
| 3          | Alessandra Negrini  |
| 3          | Débora Falabella    |
| 3          | Fernanda Montenegro |
| 3          | Karine Teles        |
| 3          | Regina Casé         |